# Bavoryně
Bavoryně (německy Baborin) je obec v okrese Beroun ve Středočeském kraji, asi 11 km jihozápadně od Berouna. Žije zde 433 obyvatel.
Obec se nachází v Hořovické pahorkatině v Karlštejnském bioregionu v údolí Červeného potoka. 

## Historie
První písemná zmínka o obci pochází z roku 1088.

## Obecní správa

### Části obce
- Bavoryně (k. ú. Bavoryně)
- Na Lhotách (k. ú. Bavoryně)
- Pod Průhony (k. ú. Bavoryně)
- Průmyslová zóna (k. ú. Bavoryně)
- U Vodojemu (k. ú. Bavoryně)

Sousedními obcemi sídla jsou Zdice, Chlustina, Chodouň a Stašov.
V letech 1869–1979 představuje samostatnou obec. Od 1. ledna 1980 do 23. listopadu 1990 byla vesnice součástí města Zdice a od 24. listopadu 1990 se stala samostatnou obcí.
Znak a vlajka byly obci uděleny rozhodnutím předsedkyně Poslanecké sněmovny Parlamentu České republiky dne 12. července 2023.

### Územněsprávní začlenění
Dějiny územněsprávního začleňování zahrnují období od roku 1850 do současnosti. V chronologickém přehledu je uvedena územně administrativní příslušnost obce v roce, kdy ke změně došlo:
- 1850 země česká, kraj Praha, politický i soudní okres Hořovice[7]
- 1855 země česká, kraj Praha, soudní okres Hořovice
- 1868 země česká, politický i soudní okres Hořovice
- 1939 země česká, Oberlandrat Plzeň, politický i soudní okres Hořovice[8]
- 1942 země česká, Oberlandrat Praha, politický okres Beroun, soudní okres Hořovice[9]
- 1945 země česká, správní i soudní okres Hořovice[10]
- 1949 Pražský kraj, okres Hořovice[11]
- 1960 Středočeský kraj, okres Beroun
- 2003 Středočeský kraj, okres Beroun, obec s rozšířenou působností Beroun

## Obyvatelstvo
| Rok            | 1869 | 1880 | 1890 | 1900 | 1910 | 1921 | 1930 | 1950 | 1961 | 1970 | 1980 | 1991 | 2001 | 2011 | 2021 |
| -------------- | ---- | ---- | ---- | ---- | ---- | ---- | ---- | ---- | ---- | ---- | ---- | ---- | ---- | ---- | ---- |
| Počet obyvatel | 222  | 240  | 235  | 234  | 295  | 277  | 362  | 253  | 233  | 217  | 188  | 151  | 169  | 212  | 399  |
| Počet domů     | 34   | 39   | 41   | 42   | 50   | 51   | 71   | 79   | 72   | 71   | 57   | 60   | 67   | 84   | 84   |

## Doprava

### Dopravní síť
Obcí vede silnice II/605 Praha – Beroun – Plzeň – Rozvadov. Okolo obce vede silnice II/118 Nové Dvory – Budyně nad Ohří – Slaný – Kladno – Beroun – Zdice – Příbram – Kamýk nad Vltavou – Krásná Hora nad Vltavou – Petrovice. Okolo obce vede dálnice D5 s exitem 28 (Bavoryně). Do obce dále vede silnice III. třídy.

### Autobusová doprava 2024
Autobusovou dopravu v obci Bavoryně zajišťuje společnost Arriva Střední Čechy. Obec je součástí Pražské integrované dopravy (PID). V obci, na silnici II/605, se nachází zastávka Bavoryně,rozc. Obec obsluhují autobusové linky 384 a 526. Linka 384 vyjíždí z Prahy ze Zličína a pokračuje dále ve směru Loděnice, Vráž, Beroun, Králův Dvůr, Zdice, Bavoryně, Žebrák, Tlustice a Hořovice. Linka 526 propojuje Zdice, Bavoryni, Hředle, Chlustinu, Žebrák, Točník a Bzovou.

### Železniční doprava 2024
Územím obce prochází dvoukolejná elektrizovaná celostátní železniční trať 170 Praha–Plzeň, která je zařazená do evropského železničního systému a je součástí III. tranzitního železničního koridoru. Doprava z Prahy do Plzně byla zahájena v roce 1862. Stanice či zastávka na území obce nejsou. Nejbližší železniční stanicí směrem do Prahy jsou Zdice a směrem do Plzně je to železniční zastávka Stašov.

## Galerie

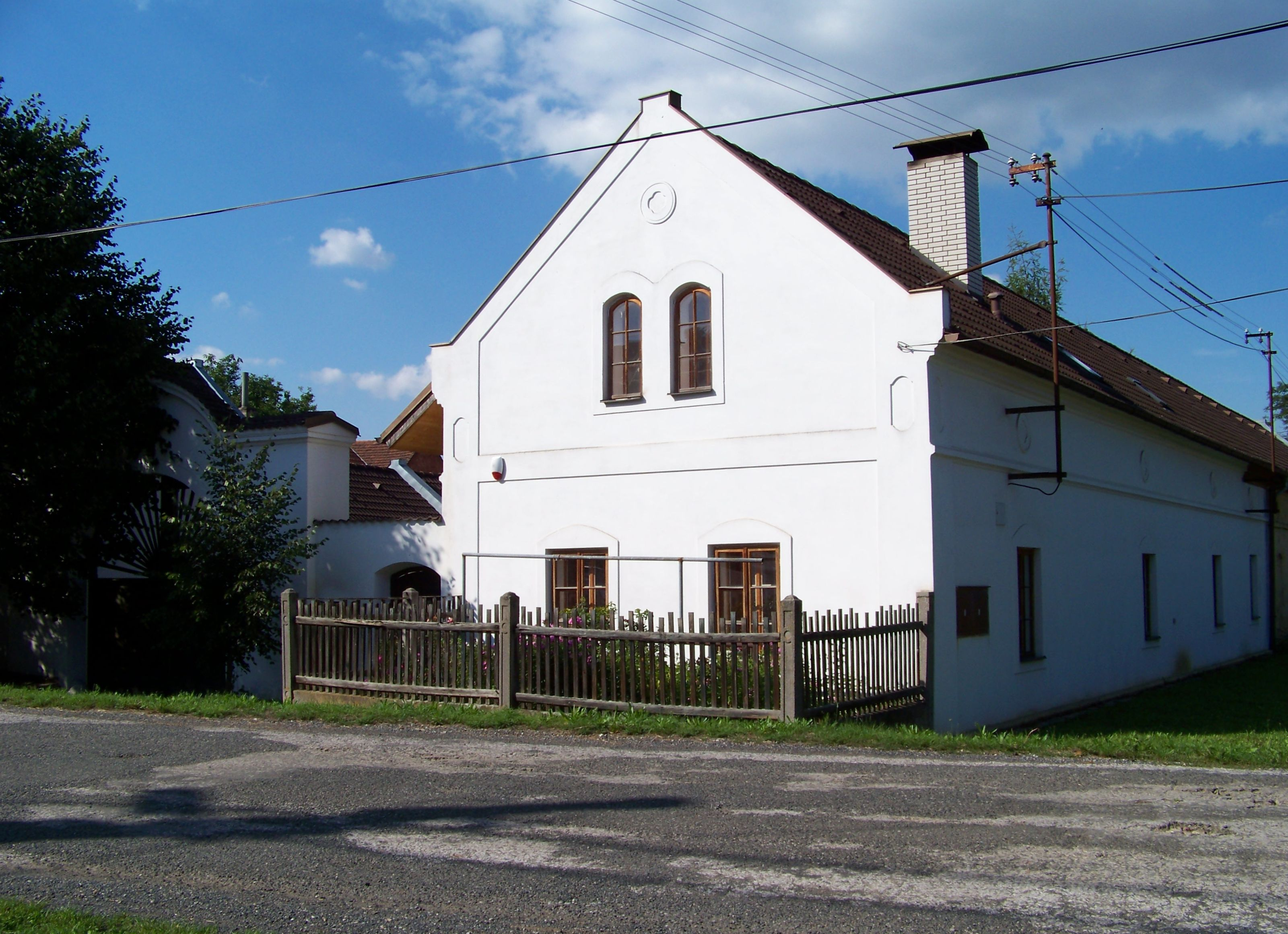
Statek č. p. 1 poblíž návsi
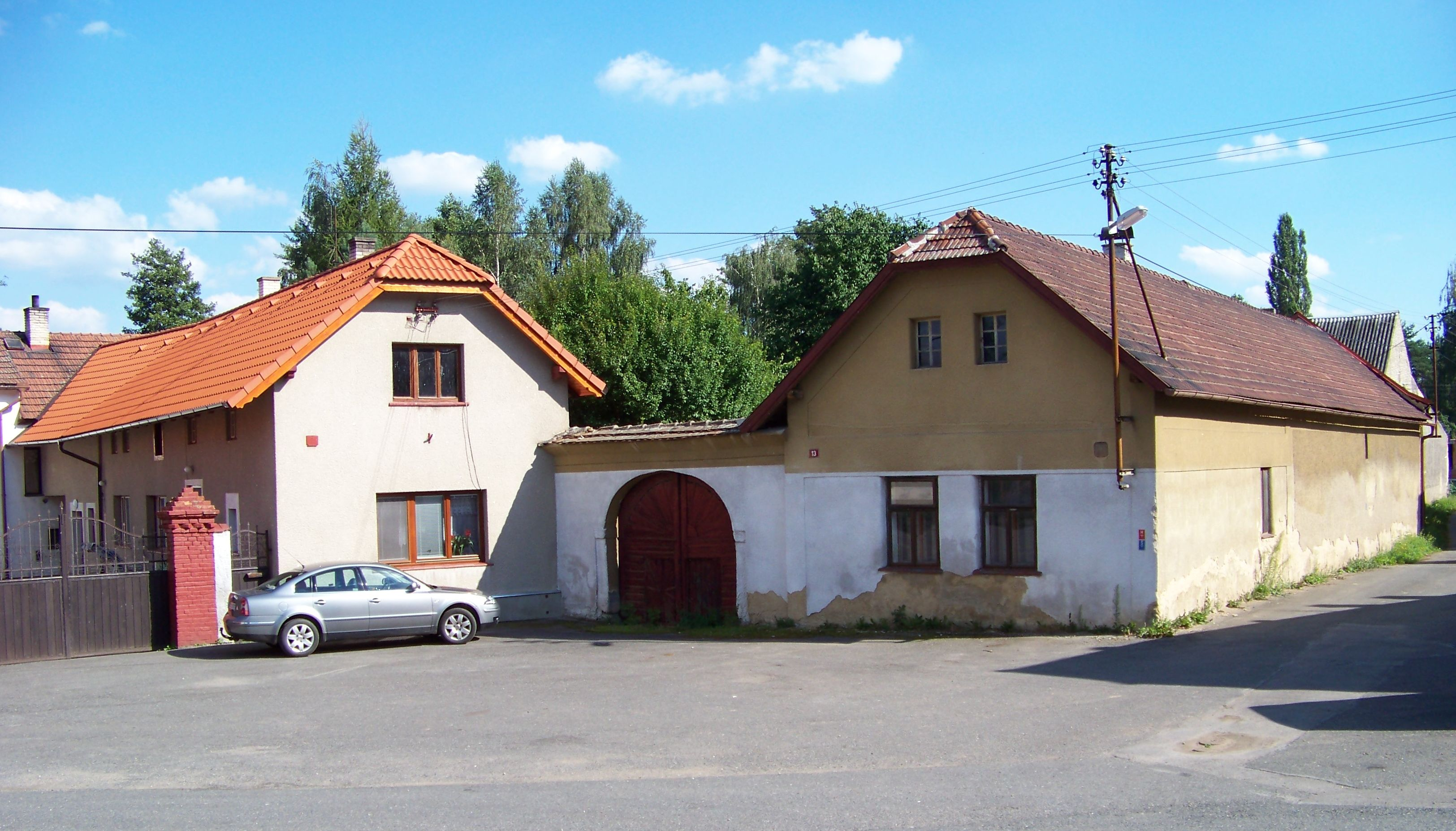
Stavení č. p. 26 a 13 na návsi
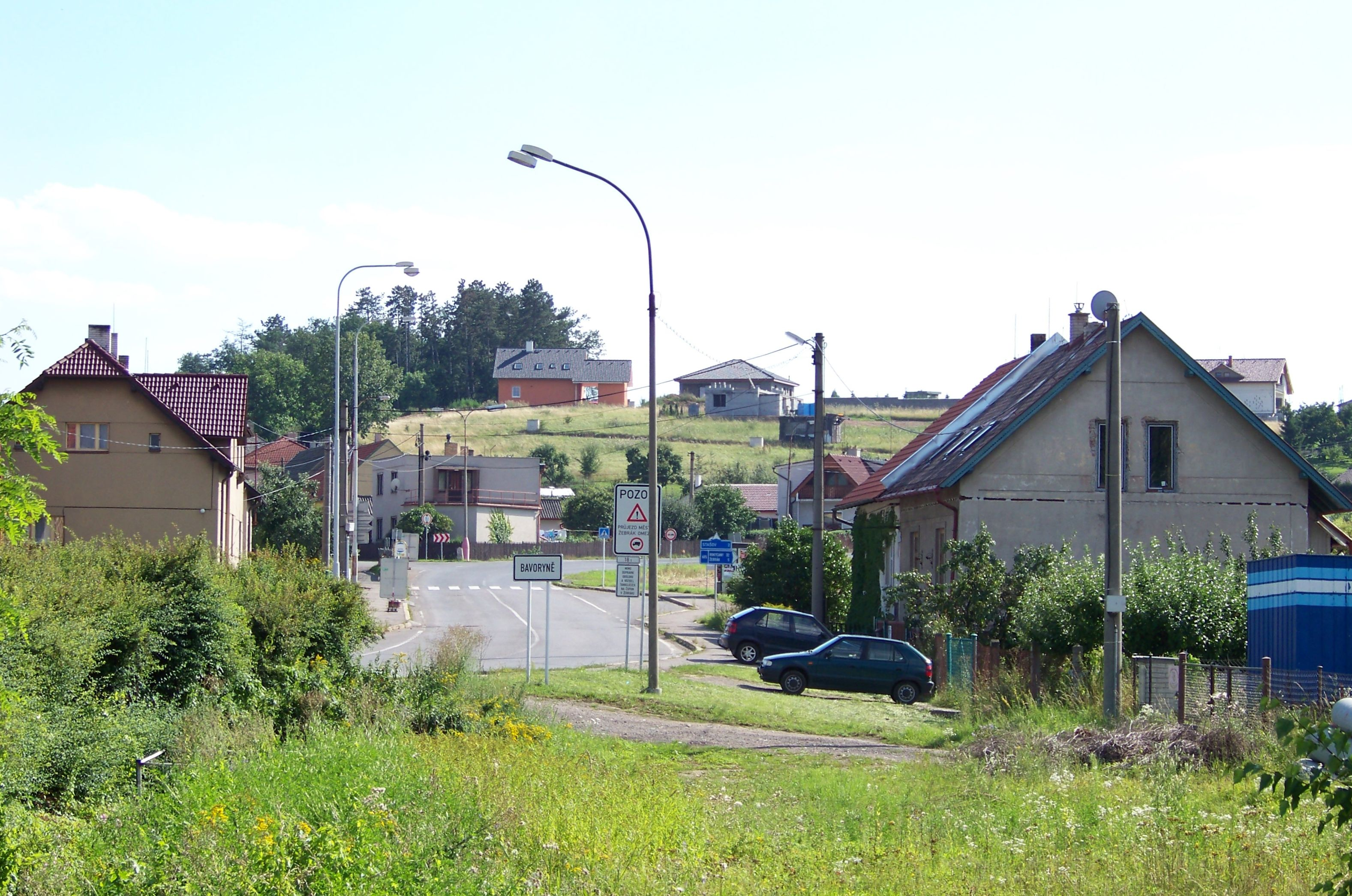
Část obce u staré plzeňské silnice